# 满银沟镇
发箐乡，是中华人民共和国四川省凉山彝族自治州会东县下辖的一个乡镇级行政单位。

## 行政区划
发箐乡下辖以下地区：
发窝村、箐门村、大坪村、望兴村和小海子村。